# DNA and Cell Biology
DNA and Cell Biology (literal, ADN y Biología de la Célula) es una revista científica publicada por Mary Ann Liebert, Inc. que aborda temas de biología celular e investigaciones sobre ADN, en especial:
- Estructura genética y regulación de la expresión génica.
- Medicina molecular.
- Orgánulos celulares.
- Biosíntesis proteica y proteólisis.
- Inflamación autónoma y respuesta de la célula anfitriona.[1][2]

Los artículos recogidos están sujetos a la financiación de los distintos Institutos Nacionales de Salud y aparecen en PubMed Central un año después de su publicación, empezando por el volumen 27 (2008).

## Indexación
ADN y Biología de Célula está indexada en:
- Biochemistry & Biophysics Citation Index
- Biological Abstracts
- BIOSIS Previews
- Biotechnology Citation Index
- CAB Abstracts
- Current Contents/Life Sciences
- EMBASE/Excerpta Medica
- EMBiology
- Journal Citation Reports/Science Edition
- MEDLINE
- Science Citation Index
- Science Citation Index Expanded
- Scopus